# Persoonia (publikacja)
Persoonia – recenzowane czasopismo naukowe, w którym publikowane są artykuły w zakresie taksonomii, badań molekularnych i ewolucji grzybów. Czasopismo zostało założone w 1959 r. przez Marinusa Antona Donka i Rudolpha Geesteranusa. Jest wydawane wspólnie przez National Herbarium of the Netherlands i Centraalbureau voor Schimmelcultures (CBS) Fungal Biodiversity Center. Pełna nazwa czasopisma: Persoonia – Molecular Phylogeny and Evolution of Fungi.
W czasopiśmie publikowane są prace w zakresie stworzenia naturalnej klasyfikacji grzybów i opracowaniu ich prawdziwej filogenezy w oparciu o najnowsze badania molekularne, w tym badania DNA. Czasopismo publikuje wysokiej jakości prace opisujące znane i nowe taksony grzybowe na poziomie DNA, a także stara się prezentować nowe spojrzenie na procesy i relacje ewolucyjne. Publikowane są artykuły badawcze i recenzje.
Artykuły są publikowane przy użyciu systemu Fast Track. Oznacza to, że artykuły są natychmiast publikowane online i bezpłatnie dostępne w internecie za pośrednictwem tej strony internetowej. Tomy pojawiają się dwa razy w roku (czerwiec i grudzień). Począwszy od tomu 36 (2016) woluminy w wersji papierowej będą udostępniane tylko poprzez drukowanie na zamówienie. Zagadnienia można zamówić osobno za pośrednictwem działu publikacji Naturalis Biodiversity Center.